# Bundesstraße 25
Pour les articles homonymes, voir B25 et Route 25.
La Bundesstraße 25 (abrégé en B 25) est une Bundesstraße reliant Feuchtwangen à Donauworth.

## Localités traversées
- Feuchtwangen
- Dinkelsbühl
- Wallerstein
- Nördlingen
- Harburd
- Donauworth